# Првобитни (ТВ серија)
Првобитни (енгл. The Originals) америчка је натприродно-драмска телевизијска серија, која је почела са емитовањем 3. октобра 2013. на The CW-у. Целокупна серија објављена је 8. марта 2022. на HBO Max-у у Србији. Спиноф је серије Вампирски дневници и прва телевизијска серија у истоименој франшизи. Серија прати хибрида вампира и вукодлака Клауса Мајклсона док он и његова породица постају уплетени у натприродну политику француске четврти Њу Орлеанса.
Дана 10. маја 2017. The CW обновио је серију за пету сезону. Дана 20. јула 2017. ауторка серије Џули Плек објавила је пре фестивала Comic-Con да ће пета сезона серије бити финална. Финална сезона емитована је од 18. априла 2018. до 1. августа 2018. године.

## Радња
Радња серије усмерена је ка породици Мајклсон: Клаусу (Џозеф Морган), Елајџи (Данијел Гилис) и Ребеки (Клер Холт). У пилот епизоди је откривено да вукодлак Хејли (Фиби Тонкин) носи Клаусово дете и да ће се, с тим у вези, придружити глумачкој екипи. Серија почиње тако што се првобитна породица враћа у Њу Орлеанс по први пут од 1919. године. Након што су подигли град, били су приморани да побегну од свог осветољубивог оца. У њиховом одсуству, Клаусов штићеник Марсел (Чарлс Мајкл Дејвис), преузео је власт над градом. Клаус је одлучан у намери да поврати град који је некада припадао његовој породици. За то време они морају и да заштите град од рата који се спрема између вампира, вукодлака и вештица. Током времена се формирају нова пријатељства, нове љубави, смрт их окружује, а најбитније од свега је то што сазнају нове ствари о прошлости своје породице. У другој сезони се описује долазак на свет Клаусовог митског детета, и говори се о свим претњама од којих породица мора да је држи подаље. Трећа сезона показује Мајклсонове како се суочавају са пророчанством које наговештава њихов суноврат.

## Улоге
- Џозеф Морган као Никлаус „Клаус“ Мајклсон — самопрокламовани краљ Њу Орлеанса и првобитни хибрид: полу-првобитни вампир и полу-првобитни вукодлак. Као мешавина вукодлака и вампира по природи, Клаус је један од најстрашнијих и немилосрдних натприродних бића у историји. Он је отац Хајлине кћерке Хоуп. У Вампирским дневницима је гајио осећања према Керолајн Форбс, а у серији Првобитни почиње да се заљубљује у Ками.
- Данијел Гилис као Елајџа Мајклсон — Првобитни вампир и Клаусов старији полубрат. Приказан је као веома углађен и племенит, поштује манире и готово увек носи одело. Гаји осећања према Хејли.
- Клер Холт као Ребека Мајклсон — Првобитни вампир и Клаусова млађа полусестра. Она је Клаусова миљеница, и најмлађи члан Мајклсон породице од смрти Хенрика. Упркос својој љубави према породици, она жели да пронађе љубав и оснује своју нову породицу, што је јако тешко имајући у виду њено презиме. Она напушта Њу Орлеанс у потрази за једноставнијим животом.
- Фиби Тонкин као Хејли Маршал-Кенер — у почетку вукодлак а касније хибрид, она са Клаусом има ћерку Хоуп. Временом је прихватила Мајклсонове као своју породицу. Узвраћа осећања према Елајџи, али се удаје за вукодлака како би ујединили чопоре.
- Чарлс Мајкл Дејвис као Марсел Жерард — претворен у вампира од стране Клауса чији је штићеник. Његова веза са Мајклсоновима је компликована и представља последицу неслагања око одређених ствари.
- Леа Пајпс као Камил О'Конел[7]
- Данијел Кембел као Давина Клер — на почетку је представљена као негативац али касније се испоставља да је позитиван лик. Млада вештица коју је Марсел спасио од „жетве” ритуала убијања младих вештица. Касније је постала љубав Кола Мајклсона.
- Рајли Велкел као Фреја Мајклсон — Најстарија давно изгубљена сестра Мајклсонових. Још као дете њена мајка морала је да је преда својој сестри Далији да би испунила давно дату реч.
- Натанијел Бузолиц као Кол Мајклсон — Родио се после Никлауса. Веома својеглав вампир па га зато његов брат држи у сандуку. У вампирским дневницима га убија Џереми Гилберт. У првобитнима се појављује у телу вешца Колеба и упознаје Давину. Убрзо она схвати да је он члан породице Мајклсон коју она не воли. Али љубав се ипак родила. Убрзо је и прекинута када Кол у телу Колеба умре. Тада Давина на све начине покушава да га оживи и врати у његово оригинално тело.
- Самер Фонтана (4. сезона), Данијел Роуз Расел (5. сезона) као Хоуп Мајклсон — Мајклсон вештица, ћерка Клауса и Хејли

## Епизоде
| Сезона | Сезона | Епизоде | Оригинално емитовање | Оригинално емитовање | Оригинални емитер | Српско емитовање | Српско емитовање | Српски емитер |
| Сезона | Сезона | Епизоде | Премијера            | Финале               | Оригинални емитер | Премијера        | Финале           | Српски емитер |
| ------ | ------ | ------- | -------------------- | -------------------- | ----------------- | ---------------- | ---------------- | ------------- |
|        | Пилот  | Пилот   | 25. април 2013.      | 25. април 2013.      |                   | 23. мај 2014.    | 23. мај 2014.    | Прва плус     |
|        | 1.     | 22      | 3. октобар 2013.     | 13. мај 2014.        | 8. март 2022.     | 8. март 2022.    |                  |               |
|        | 2.     | 22      | 6. октобар 2014.     | 11. мај 2015.        | 8. март 2022.     | 8. март 2022.    |                  |               |
|        | 3.     | 22      | 8. октобар 2015.     | 20. мај 2016.        | 8. март 2022.     | 8. март 2022.    |                  |               |
|        | 4.     | 13      | 17. март 2017.       | 23. јун 2017.        | 8. март 2022.     | 8. март 2022.    |                  |               |
|        | 5.     | 13      | 18. април 2018.      | 1. август 2018.      | 8. март 2022.     | 8. март 2022.    |                  |               |